# ムーンライト・グラハム
ムーンライト・グラハム（英語: Moonlight Graham, 本名：アーチボルド・ライト・グラハム（英語: Archibald Wright Graham, 1877年11月12日 - 1965年8月25日）は、アメリカ合衆国ノースカロライナ州ファイエットビル出身のプロ野球選手（右翼手）、医師。右投げ左打ち。
彼の兄弟にあたるフランク・ポーター・グラハムは、ノースカロライナ大学の学長を務めた後、アメリカ上院議員になっている。

## 経歴

### ニューヨーク・ジャイアンツ時代
3年間マイナーリーグでプレーした後、1905年にニューヨーク・ジャイアンツの選手として登録される。初めてメジャーリーグベースボールの試合に出場したのは同年の6月29日、対ブルックリン・スパーバス戦で、彼は8回裏にジョージ・ブラウンに替わってライトの守備位置につく。続く9回表のジャイアンツの攻撃は彼の打席の1つ前で終了。打席に立たないままその試合を終えることになる。彼のジャイアンツでの出場試合は結局この1試合のみで、メジャーリーグでの経歴を『打席なし』のまま終えることになった。なおマイナーリーグには1907年まで所属していた。

### 医師として
1908年にグラハムは、メリーランド大学の医学課程を修了、ミネソタ州チゾムで開業医となり、1915年から1959年まで、40年以上にわたってチゾムの学校の主治医を務めた。1965年に87歳でその生涯を閉じる。地元では彼の功績をたたえ、グラハムの名を冠した奨学金制度が確立されている。

### 球歴の発見～フィールド・オブ・ドリームス
1975年、W・P・キンセラが、ベースボール・エンサイクロペディアの中から偶然グラハムの特異な経歴を見つけ出し、そのエピソードを1982年の著書『シューレス・ジョー』に掲載した。この小説は、1989年に映画『フィールド・オブ・ドリームス』として劇場公開され、人々にグラハムの経歴が広く知れ渡ることとなった。

## 詳細情報

### 通算成績
| 年 度 | 球 団 | 試 合 | 打 数 | 安 打 | 二 塁 打 | 三 塁 打 | 本 塁 打 | 打 点 | 得 点 | 四 球 | 敬 遠 | 死 球 | 三 振 | 犠 打 | 犠 飛 | 併 殺 打 | 盗 塁 | 盗 塁 死 | 打 率 | 出 塁 率 | 長 打 率 | O P S |
| ----- | ----- | ----- | ----- | ----- | -------- | -------- | -------- | ----- | ----- | ----- | ----- | ----- | ----- | ----- | ----- | -------- | ----- | -------- | ----- | -------- | -------- | ----- |
| 1905  | NYG   | 1     | 0     | 0     | 0        | 0        | 0        | 0     | 0     | 0     | 0     | 0     | 0     | 0     | 0     | 0        | 0     | 0        | ----  | ----     | ----     | ----  |
| 通算  | 1年   | 1     | 0     | 0     | 0        | 0        | 0        | 0     | 0     | 0     | 0     | 0     | 0     | 0     | 0     | 0        | 0     | 0        | ----  | ----     | ----     | ----  |